# Дуб'янський Федір Якович
Федір Якович Дуб'янський (1691, с. Плоске Ніжинського повіту — 27 листопада 1769, Санкт-Петербург) — протопресвітер Російської православної церкви, духівник імператриць Єлизавети Петрівни і Катерини II, котрий мав значну вагу при дворі і в Священному Синоді. Власник Керстовської вотчини і Богословської мизи, родоначальник Дуб'янских.

## Біографія
Походив з волинських земель Речі Посполитої. Забезпечив собі кар'єру шлюбом на доньці Костянтина Феодоровича Шаргородського, який був духовником цесарівни Єлизавети Петрівни. Після його смерті, по прийнятому серед білого духовенства звичаю, зайняв місце свого тестя, ставши духовником цесарівни, а відтак й імператриці. З 1749 року був протопресвітером Благовіщенського собору Московського Кремля.

## Зноски
1. ↑  https://vivaldi.nlr.ru/ap000027124/view/#page=23
2. ↑  Черниговскія Епархіальныя извѣстія. Часть неоффиціальная. — № 7 (15 іюля 1881 г.). — С. 565-584. Архів оригіналу за 22 січня 2022. Процитовано 22 січня 2022.
3. ↑  ДУБЯНСКИЕ (рос.). Православна енциклопедія. Архів оригіналу за 9 червня 2022. Процитовано 9 червня 2022.
4. ↑  Московский Благовещенский собор в Кремле. Духовенство. Архів оригіналу за 6 травня 2020. Процитовано 8 жовтня 2019.